# 天草市
天草市（日语：／ Amakusa shi */?）為位於日本熊本縣天草群島的一個城市，為熊本縣內人口數僅次于熊本市和八代市的第三大城市。
市內有人居住的島嶼包括：天草上島、天草下島、下須島、御所浦島、横浦島、牧島、通詞島、横島。

## 人口
| 天草市人口分布圖 |                                               |  |
| 天草市與日本全國年齡別人口分布比較圖 （2005年資料） | 天草市的年齡、男女別人口分布圖 （2005年資料） |  |
| ■紫色是天草市 ■綠色是全国 | ■藍色是男性 ■紅色是女性                       |  |
| 天草市人口變化 \| 1970年 \| 127,636人 \| \| \| 1975年 \| 122,513人 \| \| \| 1980年 \| 121,574人 \| \| \| 1985年 \| 118,765人 \| \| \| 1990年 \| 112,068人 \| \| \| 1995年 \| 107,823人 \| \| \| 2000年 \| 102,907人 \| \| \| 2005年 \| 96,473人 \| \| \| 2010年 \| 89,065人 \| \| \| 2015年 \| 82,739人 \| \| \| 2020年 \| 75,783人 \| \| |                                               |  |
| 資料來源：日本總務省統計中心提供之人口普查數據 |                                               |  |
| 1970年 | 127,636人                                     |  |
| 1975年 | 122,513人                                     |  |
| 1980年 | 121,574人                                     |  |
| 1985年 | 118,765人                                     |  |
| 1990年 | 112,068人                                     |  |
| 1995年 | 107,823人                                     |  |
| 2000年 | 102,907人                                     |  |
| 2005年 | 96,473人                                      |  |
| 2010年 | 89,065人                                      |  |
| 2015年 | 82,739人                                      |  |
| 2020年 | 75,783人                                      |  |

## 歷史
島原之亂後，天草群島全部成為幕府直轄領，並設置富岡代官所進行管理，1868年8月，天草群島再改由長崎府管轄。1871年，天草群島被納入八代縣，後再先後改隸屬白川縣及熊本縣。

### 年表
- 1889年4月1日：實施町村制，現在的轄區在當時分屬天草郡楠浦村、赤崎村、上津浦村、下津浦村、島子村、大浦村、須子村、浦村、棚底村、宮田村、栖本村、河馬田村、御所浦村、二江村、御領村、鬼池村、手野村、城河原村、町山口村、本戶村、志柿村、下浦村、櫨宇土村、楠浦村、佐伊津村、本村、龜場村、宮地岳村、大多尾村、宮地村、中田村、碇石村、福連木村、高濱村、大江村、下津深江村、小田床村、一町田村、久留村、新合村、今富村、崎津村、宮野河內村、牛深村、深海村、魚貫村、久玉村、龜浦村、早浦村。
- 1893年11月13日：牛深村改制為牛深町。
- 1896年1月26日：崎津村和今富村合併為富津村。
- 1898年12月21日：町山口村改制並改名為本渡町。
- 1901年4月1日：栖本村和河馬田村合併為栖本村。
- 1921年5月1日：一町田村和久留村合併為新設置的一町田村。
- 1935年4月1日：本渡町和本戶村合併為新設置的本渡町。
- 1936年10月1日：下津深江村和小田床村合併為下田村。
- 1941年2月11日：二江村改制為二江町。
- 1948年4月1日：龜浦村和早浦村合併為二浦村。
- 1954年4月1日：本渡町、志柿村、下浦村、櫨宇土村、本村、龜場村、佐伊津村、楠浦村合併為本渡市。
- 1954年7月1日：牛深町、二浦村、久玉村、深海村、魚貫村合併為牛深市。
- 1954年11月1日：
  - 宮地村、大多尾村、碇石村、中田村合併為新和村。
  - 新合村、一町田村、富津村合併為河浦町。
- 1955年5月1日：二江町、御領村、鬼池村、手野村、城河原村合併為五和町。
- 1955年7月1日：浦村、棚底村、宮田村合併為倉岳村。
- 1956年4月1日：宮野河內村被併入河浦町。
- 1956年6月1日：赤崎村、楠甫村、大浦村、須子村、上津浦村、下津浦村、島子村合併為有明村。
- 1956年9月21日：高濱村、福連木村、下田村、大江村合併為天草町。
- 1957年3月1日：河浦町的部分地區被併入牛深市。
- 1957年3月31日：宮地岳村被併入本渡市。
- 1958年1月1日：有明村改制為有明町。
- 1960年4月1日：倉岳村改制為倉岳町。
- 1961年4月1日：新和村改制為新和町。
- 1962年9月1日：栖本村改制為栖本町。
- 1963年11月1日：御所浦村改制為御所浦町。
- 2006年3月27日：有明町、御所浦町、倉岳町、栖本町、新和町、五和町、天草町、河浦町、本渡市、牛深市合為天草市。[3]

### 變遷表
| 1889年以前 | 1889年4月1日 | 1889年 - 1949年                   | 1950年 - 1989年          | 1950年 - 1989年        | 1989年 - 現在        | 現在                 |
| ---------- | ------------ | --------------------------------- | ------------------------ | ---------------------- | -------------------- | -------------------- |
|            | 楠浦村       | 楠浦村                            | 1956年6月1日 有明村      | 1958年1月1日 有明町    | 2006年3月27日 天草市 | 2006年3月27日 天草市 |
|            | 赤崎村       |                                   | 1956年6月1日 有明村      | 1958年1月1日 有明町    | 2006年3月27日 天草市 | 2006年3月27日 天草市 |
|            | 上津浦村     |                                   | 1956年6月1日 有明村      | 1958年1月1日 有明町    | 2006年3月27日 天草市 | 2006年3月27日 天草市 |
|            | 下津浦村     |                                   | 1956年6月1日 有明村      | 1958年1月1日 有明町    | 2006年3月27日 天草市 | 2006年3月27日 天草市 |
|            | 島子村       |                                   | 1956年6月1日 有明村      | 1958年1月1日 有明町    | 2006年3月27日 天草市 | 2006年3月27日 天草市 |
|            | 大浦村       |                                   | 1956年6月1日 有明村      | 1958年1月1日 有明町    | 2006年3月27日 天草市 | 2006年3月27日 天草市 |
|            | 須子村       |                                   | 1956年6月1日 有明村      | 1958年1月1日 有明町    | 2006年3月27日 天草市 | 2006年3月27日 天草市 |
|            | 浦村         | 浦村                              | 1955年7月1日 倉岳村      | 1960年4月1日 倉岳町    | 2006年3月27日 天草市 | 2006年3月27日 天草市 |
|            | 棚底村       |                                   | 1955年7月1日 倉岳村      | 1960年4月1日 倉岳町    | 2006年3月27日 天草市 | 2006年3月27日 天草市 |
|            | 宮田村       |                                   | 1955年7月1日 倉岳村      | 1960年4月1日 倉岳町    | 2006年3月27日 天草市 | 2006年3月27日 天草市 |
|            | 栖本村       | 1901年4月1日 栖本村               | 1962年9月1日 栖本町      | 1962年9月1日 栖本町    | 2006年3月27日 天草市 | 2006年3月27日 天草市 |
|            | 河馬田村     | 1901年4月1日 栖本村               | 1962年9月1日 栖本町      | 1962年9月1日 栖本町    | 2006年3月27日 天草市 | 2006年3月27日 天草市 |
|            | 御所浦村     | 御所浦村                          | 1963年11月1日 御所浦町   | 1963年11月1日 御所浦町 | 2006年3月27日 天草市 | 2006年3月27日 天草市 |
|            | 二江村       | 1941年2月11日 二江町              | 1955年5月1日 五和町      | 1955年5月1日 五和町    | 2006年3月27日 天草市 | 2006年3月27日 天草市 |
|            | 御領村       |                                   | 1955年5月1日 五和町      | 1955年5月1日 五和町    | 2006年3月27日 天草市 | 2006年3月27日 天草市 |
|            | 鬼池村       |                                   | 1955年5月1日 五和町      | 1955年5月1日 五和町    | 2006年3月27日 天草市 | 2006年3月27日 天草市 |
|            | 手野村       |                                   | 1955年5月1日 五和町      | 1955年5月1日 五和町    | 2006年3月27日 天草市 | 2006年3月27日 天草市 |
|            | 城河原村     |                                   | 1955年5月1日 五和町      | 1955年5月1日 五和町    | 2006年3月27日 天草市 | 2006年3月27日 天草市 |
|            | 町山口村     | 1898年12月21日 改制並改名為本渡町 | 1954年4月1日 本渡市      | 本渡市                 | 2006年3月27日 天草市 | 2006年3月27日 天草市 |
|            | 本戶村       | 1935年4月1日 併入本渡町           | 1954年4月1日 本渡市      | 本渡市                 | 2006年3月27日 天草市 | 2006年3月27日 天草市 |
|            | 志柿村       |                                   | 1954年4月1日 本渡市      | 本渡市                 | 2006年3月27日 天草市 | 2006年3月27日 天草市 |
|            | 下浦村       |                                   | 1954年4月1日 本渡市      | 本渡市                 | 2006年3月27日 天草市 | 2006年3月27日 天草市 |
|            | 櫨宇土村     |                                   | 1954年4月1日 本渡市      | 本渡市                 | 2006年3月27日 天草市 | 2006年3月27日 天草市 |
|            | 楠浦村       |                                   | 1954年4月1日 本渡市      | 本渡市                 | 2006年3月27日 天草市 | 2006年3月27日 天草市 |
|            | 佐伊津村     |                                   | 1954年4月1日 本渡市      | 本渡市                 | 2006年3月27日 天草市 | 2006年3月27日 天草市 |
|            | 本村         |                                   | 1954年4月1日 本渡市      | 本渡市                 | 2006年3月27日 天草市 | 2006年3月27日 天草市 |
|            | 龜場村       |                                   | 1954年4月1日 本渡市      | 本渡市                 | 2006年3月27日 天草市 | 2006年3月27日 天草市 |
|            | 宮地岳村     | 宮地岳村                          | 1957年3月31日 併入本渡市 | 本渡市                 | 2006年3月27日 天草市 | 2006年3月27日 天草市 |
|            | 大多尾村     | 大多尾村                          | 1954年10月1日 新和村     | 1961年4月1日 新和町    | 2006年3月27日 天草市 | 2006年3月27日 天草市 |
|            | 宮地村       |                                   | 1954年10月1日 新和村     | 1961年4月1日 新和町    | 2006年3月27日 天草市 | 2006年3月27日 天草市 |
|            | 中田村       |                                   | 1954年10月1日 新和村     | 1961年4月1日 新和町    | 2006年3月27日 天草市 | 2006年3月27日 天草市 |
|            | 碇石村       |                                   | 1954年10月1日 新和村     | 1961年4月1日 新和町    | 2006年3月27日 天草市 | 2006年3月27日 天草市 |
|            | 福連木村     | 福連木村                          | 1956年9月21日 天草町     | 1956年9月21日 天草町   | 2006年3月27日 天草市 | 2006年3月27日 天草市 |
|            | 高濱村       |                                   | 1956年9月21日 天草町     | 1956年9月21日 天草町   | 2006年3月27日 天草市 | 2006年3月27日 天草市 |
|            | 大江村       |                                   | 1956年9月21日 天草町     | 1956年9月21日 天草町   | 2006年3月27日 天草市 | 2006年3月27日 天草市 |
|            | 下津深江村   | 1936年10月1日 下田村              | 1956年9月21日 天草町     | 1956年9月21日 天草町   | 2006年3月27日 天草市 | 2006年3月27日 天草市 |
|            | 小田床村     | 1936年10月1日 下田村              | 1956年9月21日 天草町     | 1956年9月21日 天草町   | 2006年3月27日 天草市 | 2006年3月27日 天草市 |
|            | 一町田村     | 一町田村                          | 1954年11月1日 河浦町     | 河浦町                 | 2006年3月27日 天草市 | 2006年3月27日 天草市 |
|            | 久留村       | 1921年5月1日 併入一町田村         | 1954年11月1日 河浦町     | 河浦町                 | 2006年3月27日 天草市 | 2006年3月27日 天草市 |
|            | 新合村       |                                   | 1954年11月1日 河浦町     | 河浦町                 | 2006年3月27日 天草市 | 2006年3月27日 天草市 |
|            | 今富村       | 1896年1月26日 富津村              | 1954年11月1日 河浦町     | 河浦町                 | 2006年3月27日 天草市 | 2006年3月27日 天草市 |
|            | 崎津村       | 1896年1月26日 富津村              | 1954年11月1日 河浦町     | 河浦町                 | 2006年3月27日 天草市 | 2006年3月27日 天草市 |
|            | 宮野河內村   | 宮野河內村                        | 1956年4月1日 併入河浦町  | 河浦町                 | 2006年3月27日 天草市 | 2006年3月27日 天草市 |
|            | 牛深村       | 1898年11月13日 牛深町             | 1898年11月13日 牛深町    | 1954年7月1日 牛深市    | 2006年3月27日 天草市 | 2006年3月27日 天草市 |
|            | 深海村       |                                   |                          | 1954年7月1日 牛深市    | 2006年3月27日 天草市 | 2006年3月27日 天草市 |
|            | 魚貫村       |                                   |                          | 1954年7月1日 牛深市    | 2006年3月27日 天草市 | 2006年3月27日 天草市 |
|            | 久玉村       |                                   |                          | 1954年7月1日 牛深市    | 2006年3月27日 天草市 | 2006年3月27日 天草市 |
|            | 龜浦村       | 龜浦村                            | 1948年4月1日 二浦村      | 1954年7月1日 牛深市    | 2006年3月27日 天草市 | 2006年3月27日 天草市 |
|            | 早浦村       |                                   | 1948年4月1日 二浦村      | 1954年7月1日 牛深市    | 2006年3月27日 天草市 | 2006年3月27日 天草市 |

## 交通

### 機場
- 天草飛行場

## 觀光資源

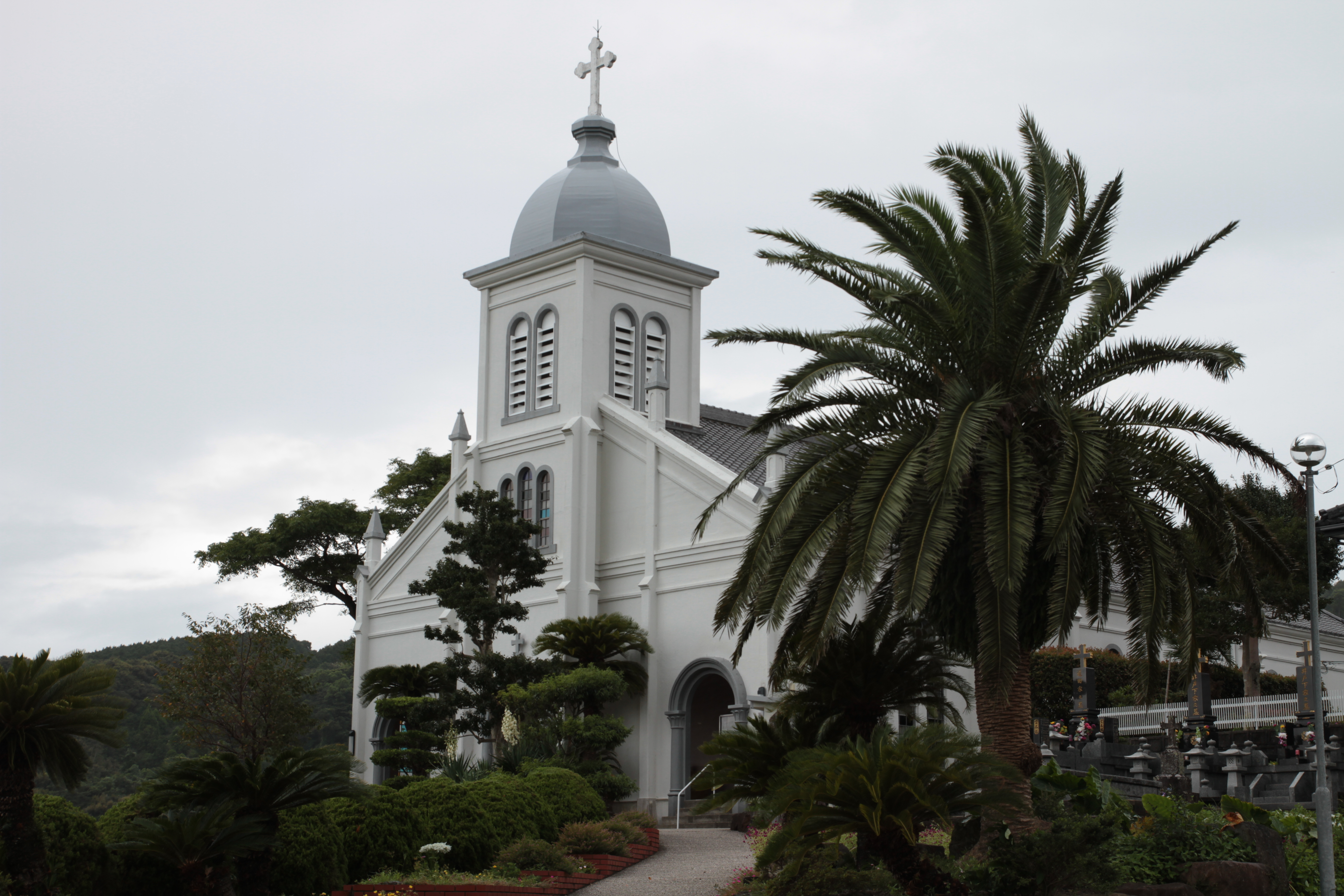
大江天主堂

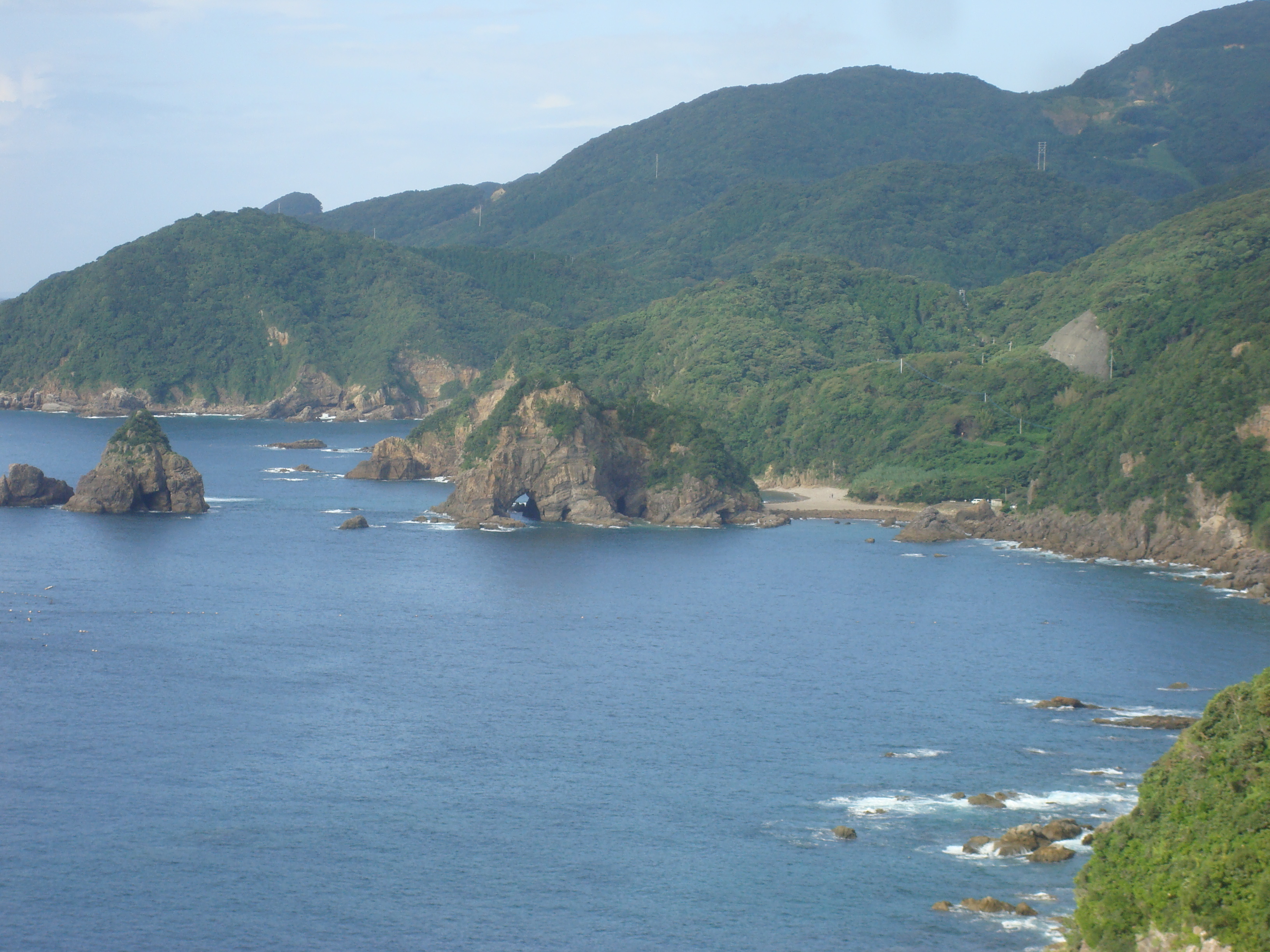
從十三佛公園北望妙見浦海岸

景點
- 本戶城遺跡
- 殉教公園
- 天草切支丹館
- 御所浦白亞紀資料館
- 花岡山化石採集場
- 本渡歴史民俗資料館
- 大江天主堂
- 崎津天主堂

## 教育
高等學校
- 熊本縣立天草高等學校（日语：熊本県立天草高等学校）
  - 熊本縣立天草高等學校倉岳校（日语：熊本県立天草高等学校倉岳校）
  - 熊本縣立天草拓心高等學校（日语：熊本県立天草拓心高等学校）
  - 熊本縣立牛深高等學校（日语：熊本県立牛深高等学校）
  - 熊本縣立天草工業高等學校（日语：熊本県立天草工業高等学校）
  - 勇志國際高等學校（日语：勇志国際高等学校）

特殊學校
- 熊本縣立天草支援學校（日语：熊本県立天草支援学校）

## 友好、姊妹都市

### 海外
- 恩西尼塔斯（美國 加州）：自1988年起，即與本渡市保持交流，在天草市成立之後，兩市於2006年9月29日再締結為姊妹都市。[4]

## 本地出身之名人
- 吉田重延：政治家
- 田中芳樹：作家
- 小山薫堂：編劇
- 鶴田一郎：畫家
- 堀田眞三：俳優
- 原田悠里：演歌歌手
- 高波文一：職業棒球選手
- 栃光正之：大相撲力士
- 北勝光康仁：大相撲力士

## 外部連結
- （日語） 官方网站
- （日語） 天草觀光情報（页面存档备份，存于）
- （日語） 天草市觀光情報網站
- （日語） 維客旅行上的天草市（页面存档备份，存于）
- OpenStreetMap上有關天草市的地理